# コスモス48号
コスモス48号（ロシア語: Космос-48、ラテン文字表記例: Kosmos 48, Cosmos 48）とは1964年にソビエト連邦が打上げた無人偵察衛星である。同年10月14日にバイコヌール宇宙基地よりボストークロケットで打上げられ、6日ほど軌道上で活動後、カプセルが地上へ帰還した。使用された機体は解像度が低い第1世代ゼニット衛星であった。

## トラブル
コスモス48号は軌道上で温度調整システムが故障し、内部温度が43 ℃にまで上昇した。このためフィルムを納めたカプセルは予定を早めて帰還させられ、計画されていた任務の一部しか完了しなかった。